# A Kolibri projekt
A Kolibri projekt (eredeti cím: The Hummingbird Project) 2018-ban bemutatott kanadai-belga dráma-thriller. A filmet Kim Nguyen írta és rendezte, a főszerepben Jesse Eisenberg, Alexander Skarsgård, Salma Hayek és Michael Mando látható.
A film világpremierje a Torontói Nemzetközi Filmfesztiválon volt 2018. szeptember 8-án. 2019. március 15-én adták ki az Amerikai Egyesült Államokban, március 22-én Kanadában, Magyarországon 2019. április 4-én mutatták be.
A történet az ultra-alacsony késleltetésű közvetlen piaci hozzáférésről és kereskedelemről szól.

## Szereplők
| Szerep          | Színész             | Magyar hang        |
| --------------- | ------------------- | ------------------ |
| Vincent Zaleski | Jesse Eisenberg     | Szatory Dávid      |
| Anton Zaleski   | Alexander Skarsgård | Széles Tamás       |
| Eva Torres      | Salma Hayek         | Kéri Kitty         |
| Mark Vega       | Michael Mando       | Horváth Illés      |
| Masha           | Sarah Goldberg      | Zsigmond Tamara    |
| Jenny           | Anna Maguire        | Bartsch Kata       |
| Bryan Taylor    | Frank Schorpion     | Rosta Sándor       |
| Amish idősen    | Johan Heldenbergh   | Schnell Ádám       |
| Ray             | Kwasi Songui        | Bognár Tamás       |
| Ophelia Troller | Ayisha Issa         | Martinovics Dorina |

## Gyártás
2017 májusában bejelentették, hogy Jesse Eisenberg és Alexander Skarsgård csatlakozott a film szereplőihez, Kim Nguyen pedig az általa írt forgatókönyvből megrendezte. Pierre Even producerként működött közre a filmben, míg Brian Kavanaugh-Jones és Fred Berger ügyvezető producerként. 2017 szeptemberében Salma Hayek csatlakozott a stábhoz, majd 2017 októberében Michael Mando követte.
A film forgatása 2017 novemberében kezdődött Quebecben.